# Gorodowikowsk
Gorodowikowsk (ros. Городовиковск), do 1971 Baszanta – osiedle typu miejskiego w południowej Rosji, na terenie wchodzącej w skład tego państwa Republiki Kałmucji, na południowo-wschodnim skrawku kontynentu europejskiego.
Miejscowość powstała w 1872, prawa miejskie przyznano w 1971. Miejscowość liczy 10,5 tys.  mieszkańców (2002 r.). Na czele Rady Miejskiej stoi Artiom Okunow.

## Nauka i oświata
W mieście przy ul. Sowietskiej 5 znajduje się Baszantinski Koledż im. F.G. Popowa - filia Kałmuckiego Uniwersytetu Państwowego.